# Stasiówka (polana)
Stasiówka – polana w Beskidzie Wyspowym, znajdująca się przy czarnym szlaku turystycznym z Lubomierza na Przełęcz pod Kobylicą. Nazwę polany podaje mapa Geoportalu. Na mapach turystycznych polana jest zaznaczana, w przewodnikach wzmiankowana, ale nie podawana jest jej nazwa. Jest to duża polana o nieregularnym kształcie, położona w źródliskowej części Surmów Potoku, na wschodnich stokach Cyrkowej Góry oraz zachodnich stokach Kobylicy w masywie Jasienia.
Dawniej, gdy miejscowości na Podhalu były przeludnione, polana była intensywnie użytkowana rolniczo. Obecnie już nie jest użytkowana rolniczo. Na polanie znajduje się jeden niszczejący szałas pasterski oraz pojedynczy dom letniskowy. Z polany widoki na Gorce.
Polana należy do wsi Lubomierz w województwie małopolskim, w powiecie limanowskim, w gminie Mszana Dolna. Plano-wane jest utworzenie na polanie Stasiówka użytku ekologicznego, chroniącego stanowisko rzadko występującego w Beskidzie Wyspowym krokusa.

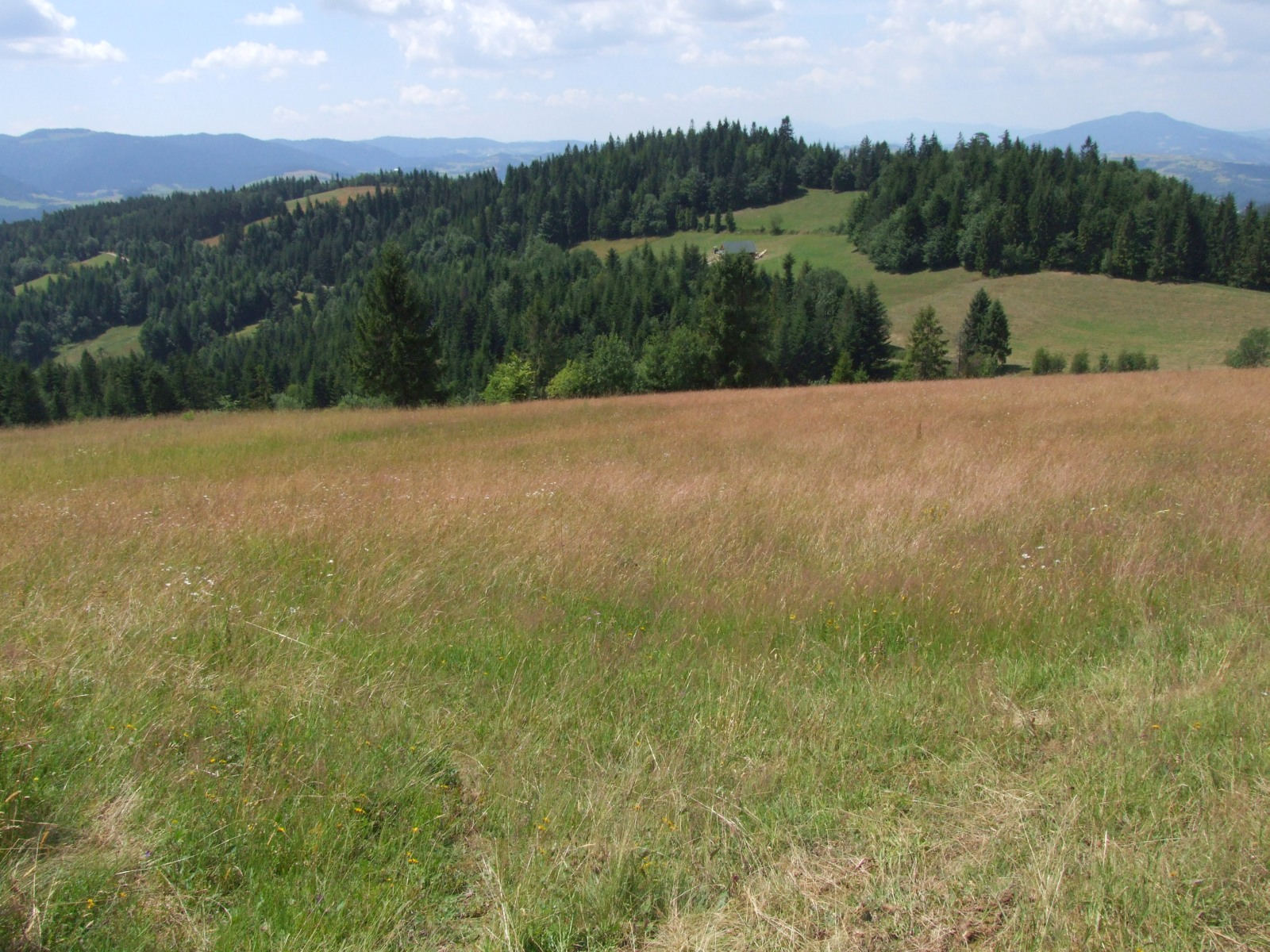
Polana Stasiówka i widok na Cyrkową Górę

## Szlaki turystyki pieszej
Lubomierz – Stasiówka – Polana Folwarczna. 55 min ↓ 35 min.